# Wrocławska Kolej Dojazdowa

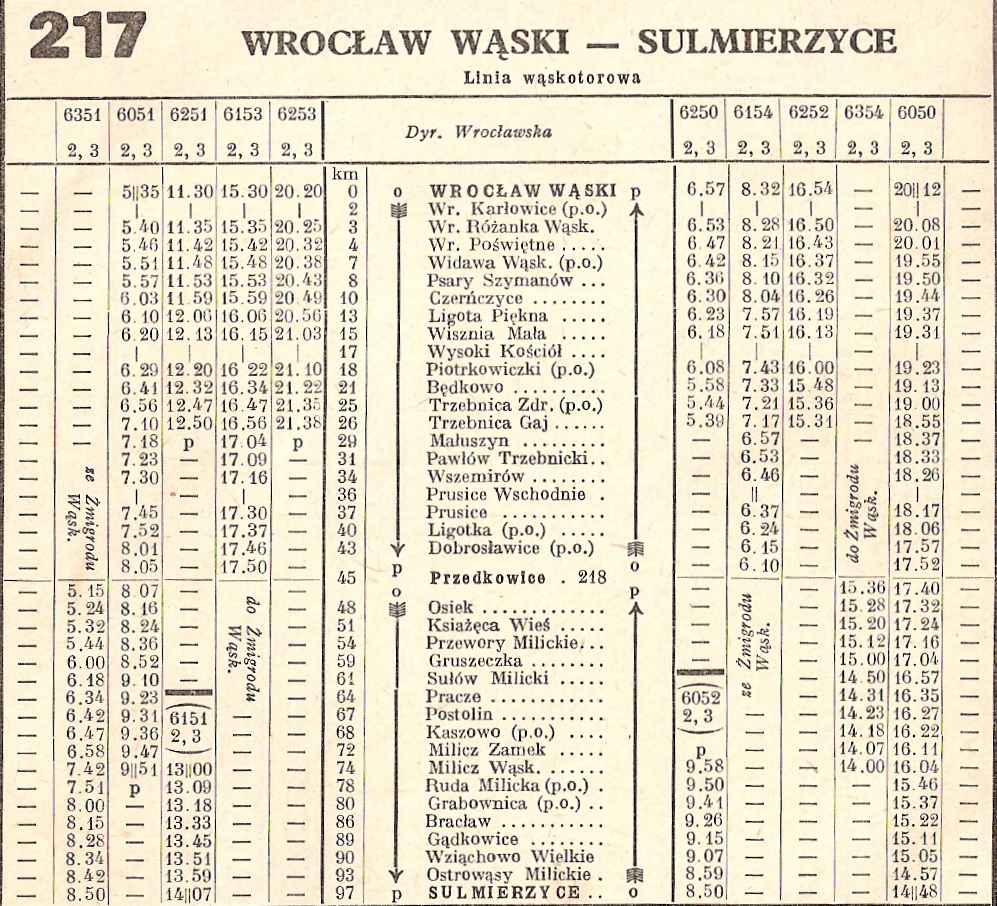
Rozkład jazdy kolei wąskotorowej z 1951/52
(przed likwidacją dworca przy pl. Staszica)

Wrocławska Kolej Dojazdowa – sieć kolei wąskotorowej we Wrocławiu i położonych na północ od niego miejscowościach, powstała z połączenia w 1945 roku Kolejki Wrocławsko-Trzebnicko-Prusickiej (Breslau-Trebnitz-Prausnitzer Kleinbahn) ze Żmigrodzko-Milicką Koleją Powiatową. Zlikwidowana ostatecznie w 1991 roku.

## Historia
Żmigrodzko-Milicka Kolejka Powiatowa została zbudowana przez berlińską spółkę komandytową Schneege & Co i uruchomiona w 1894 roku. Ta sama spółka następnie zaproponowała utworzenie kolei z Wrocławia do Prusic i współtworzyła powołaną w tym celu spółkę akcyjną Kolejki Wrocławsko-Trzebnicko-Prusickiej (Breslau-Trebnitz-Prausnitzer Kleinbahn Aktiengesellschaft). Kolej tę uruchomiono 5 stycznia 1899 roku – pół roku przed upływem terminu wynikającego z koncesji 26 lipca 1899 roku, który był później podawany jako data otwarcia. Siedzibą kolejki była od początku do końca jej istnienia w 1991 roku stacja Trzebnica Gaj. Jej wrocławski pasażerski Dworzec Miejski (tuż po wojnie nazywany „Wrocław Główny Wąskotorowy”) zlokalizowano w pobliżu Dworca Nadodrze, na dzisiejszym Placu Staszica, przy kościele św. Bonifacego. Był to dworzec czołowy, a tory wiodły zeń na północ dzisiejszymi ulicami Pomorską i Reymonta przez Most Osobowicki na prawy brzeg Starej Odry (budynek dworca istnieje, pod koniec XX wieku jego wnętrze zostało przebudowane i zaadaptowane na potrzeby pobliskiej parafii św. Bonifacego). Za mostem Osobowickim zlokalizowany był towarowy dworzec przy ul. Na Polance (połączony rozjazdami z głównym torem kolei), potem pasażerski przystanek Wrocław-Karłowice (Breslau-Karlowitz), Wrocław-Różanka (Breslau-Rosenthal), Wrocław-Poświętne (Breslau-Lilienthal) i znajdująca się już poza ówczesnymi granicami miasta stacja Widawa (Weide). Dalszy bieg linii wiódł przez Ligotę Piękną, Wisznię Małą do Trzebnicy i dalej do Prusic. Pociąg tej linii z Trzebnicy do dworca miejskiego we Wrocławiu (przy pl. Staszica) jechał – według rozkładu jazdy z 1944 roku – 1:45 h, pokonując w tym czasie 26,0 km trasy ze średnią prędkością podróżną około 14,8 km/h. Na drogę z Wrocławia do Trzebnicy tą samą trasą zużywał pięć minut więcej, ze względu na fakt, że pokonywał na tym odcinku różnicę poziomów – Trzebnica leży prawie sto metrów powyżej Wrocławia.

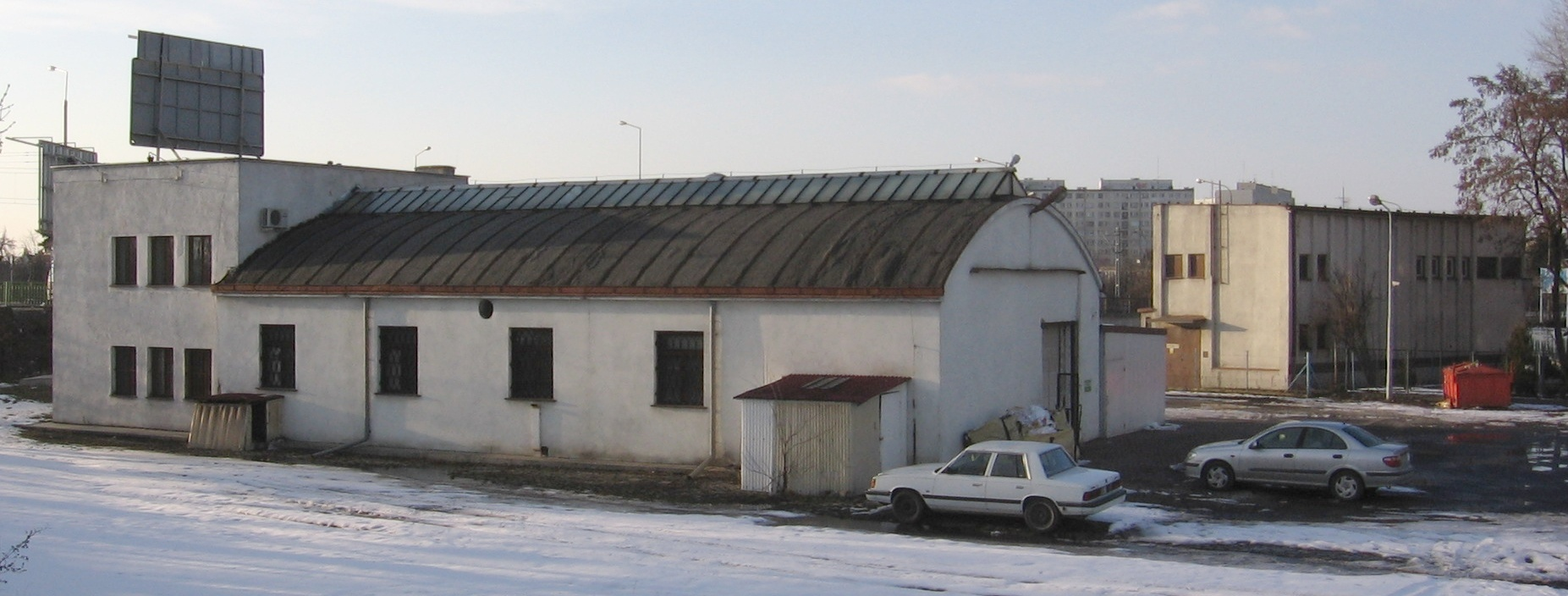
Znajdująca się do 2015 roku, przy ul. Na Polance dawna parowozownia kolei wrocławskiej

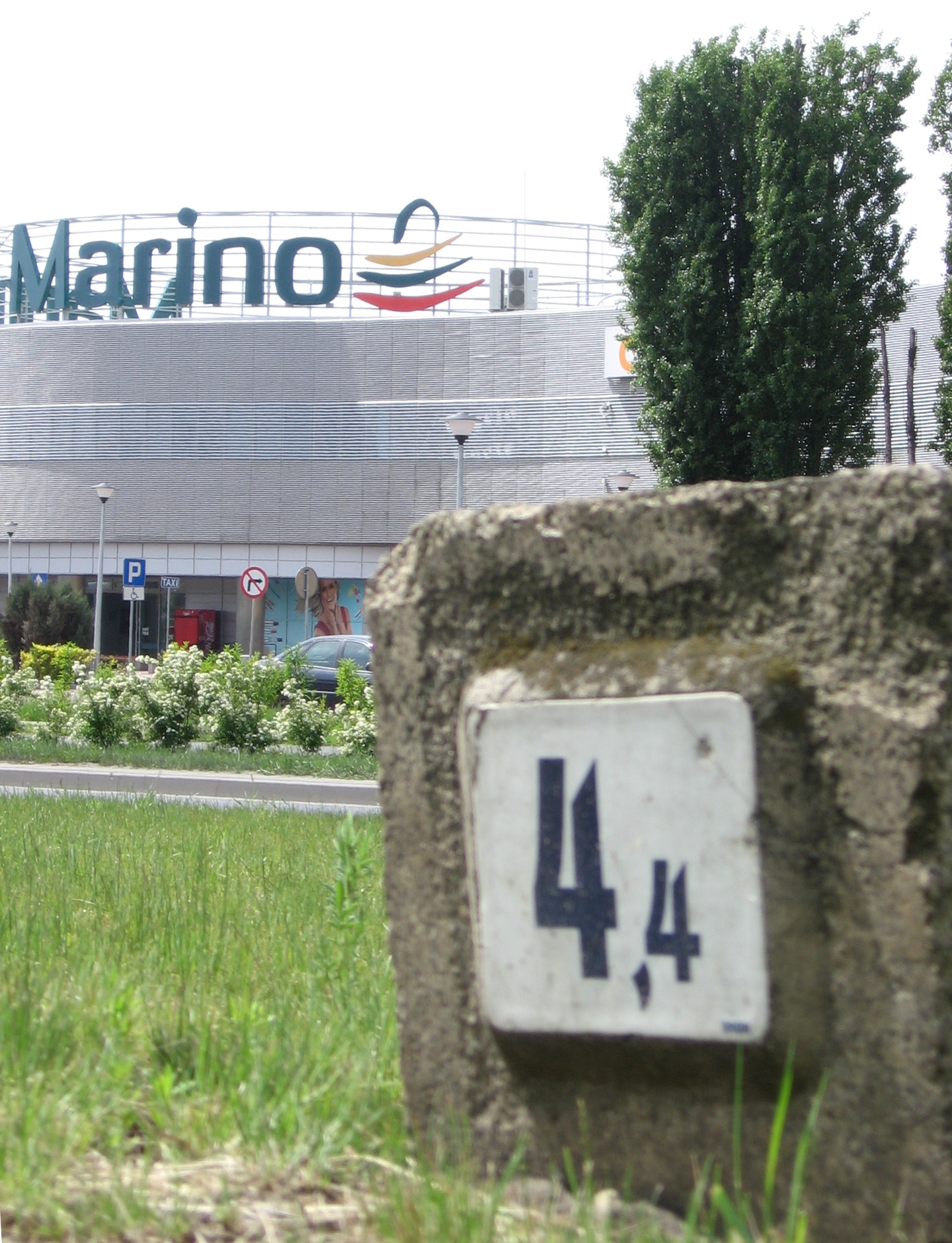
Słupek hektometrowy 4,4 km (licząc w przybliżeniu od stacji końcowej przy pl. Staszica), zachowany na pasie zieleni pomiędzy jezdniami ulicy Żmigrodzkiej nieopodal Centrum Handlowego „Marino” i „Hasco-Leku”.

Warsztaty i główna parowozownia Kolei Wrocławsko-Trzebnicko-Prusickiej mieściły się w Trzebnicy, parowozownie pomocnicze natomiast – w Wysokim Kościele, Różance i Karłowicach. W 1902 dysponowano dziewięcioma parowozami firmy Krauss z Linzu, trzema wagonami bagażowymi, 25 osobowymi i 132 towarowymi. Oprócz tego w użyciu były także platformy do przewożenia wagonów normalnotorowych, pozwalające uniknąć konieczności przenoszenia z wagonu zwykłego na wąskotorowy ładunku dostarczonego koleją normalnotorową, a przeznaczonego do odbiorców znajdujących się w zasięgu tylko kolei wąskotorowej. W Różance istniało połączenie linii wąskotorowej z normalnotorową linią do Sołtysowic, dzięki temu możliwe było tu ładowanie na platformy wagonów normalnotorowych i przewożenie ich aż do Wysokiego Kościoła.
Przed I wojną światową roczne przewozy pasażerskie kolei sięgały 450 tys. osób (370 tysięcy na linii trzebnickiej), a towarowe – 100 tys. ton. W pierwszym roku I wojny światowej przewieziono nawet 518 257 pasażerów.
Linia była w obrębie miasta dwutorowa i ułożona została w jezdni ulic z szyn wpuszczanych w bruk. Wkrótce po jej wybudowaniu przeprowadzono (w 1903) przez Pomorską, Reymonta i Most Osobowicki nową linię tramwajową, która zgodnie z porozumieniem pomiędzy właścicielami spółki kolejowej a magistratem miasta, częściowo wykorzystywała wybudowaną dla kolei infrastrukturę. Była ona zawczasu na to wspólne wykorzystanie zaprojektowana i przygotowana. Ułożono przy każdym z dwóch torów kolei trzecią szynę tak, że powstał trójszynowy splot kolejowego toru wąskiego (750 mm) z tramwajowym normalnej szerokości (1435 mm). Za mostem tory rozdzielały się: tramwaj skręcał w lewo – na zachód – w kierunku Osobowic, a wąskotorówka w prawo, na Karłowice. Wspólny odcinek tramwajowo-kolejowy mierzył łącznie 0,96 km. Po południowej stronie Starej Odry, przy dzisiejszym Wybrzeżu Conrada Korzeniowskiego, istniało odgałęzienie toru kolei do portu miejskiego (na wschód od linii), gdzie mieściły się towarowe bocznice przeładunkowe.
W roku 1939 wrocławska kolej wąskotorowa dysponowała taborem, w skład którego wchodziło 8 lokomotyw parowych, 34 wagony pasażerskie, 3 wagony bagażowe i 146 wagonów towarowych. Podczas II wojny światowej, po spadku przewozów w okresie międzywojennym wywołanym rosnącą konkurencją transportu samochodowego, nastąpił ich znaczniejszy wzrost, wynikający m.in. ze zwiększenia zapotrzebowania na transport węgla z portu rzecznego. Po zakończeniu wojny i wejściu ziem zachodnich z Wrocławiem w obręb Polski, koleje we Wrocławiu zostały przejęte przez Polskie Koleje Państwowe. Na przełomie czerwca i lipca 1945 roku Kolejka Wrocławsko-Trzebnicko-Prusicka została połączona ze Żmigrodzko-Milicką Koleją Powiatową, tworząc Wrocławską Kolej Dojazdową.
Znajdująca się na północnym brzegu Odry, przy dzisiejszej ul. Na Polance stacja towarowa od 15 grudnia 1951, kiedy zdecydowano się zlikwidować dotychczasowy dworzec przy pl. Staszica, przejęła funkcję miejskiego dworca osobowego tej linii pod nazwą „Wrocław Wąskotorowy”. Wprowadzenie w latach 50. trakcji motorowej spowodowało, że czas jazdy tych z pociągów, które składały się z wagonu motorowego, skrócił się o około 15–20 minut; dojazd z Trzebnicy do Wrocławia możliwy był (na skróconej do dawnej stacji Wrocław Towarowy [potem Wrocław Wąsk.] trasie) w ciągu godziny. Rozkłady jazdy z lat 60. wskazują jednak, że po paru latach czas jazdy się znowu wydłużył. Ponadto czasami dochodziło do przegrzewania się wagonu motorowego na odcinku linii prowadzącym przez Góry Kocie.
Likwidacja połączenia wąskotorowego Trzebnicy z Wrocławiem nastąpiła 27 maja 1967 roku. Okoliczna ludność próbowała temu zapobiec – wiedząc, że ostatni pociąg (wagon motorowy) dojechawszy do Trzebnicy Gaj już nigdy nie powróci, zablokowano tor na stacji Piotrkowiczki; jednak Milicja Obywatelska dopilnowała, by pociąg bez przeszkód dotarł do stacji docelowej. Wkrótce po tym wydarzeniu przystąpiono do demontażu torów na odcinku Wrocław Wąsk. – Trzebnica Gaj. Rozbudowa (poszerzenie) połączenia drogowego z Trzebnicą (w tym ul. Żmigrodzkiej), a także wydłużenie w mieście linii tramwajowej na Poświętne definitywnie zniszczyło niemal wszystkie pozostałości torów, bocznic i rozjazdów Kolei Wrocławsko-Trzebnicko-Prusickiej na terenie Wrocławia i na trasie między Wrocławiem a Trzebnicą. Obecnie na terenie miasta Wrocławia odnaleźć można dwie pozostałości torowe po kolei wrocławskiej – resztki torów stacyjnych przy placu Staszica oraz fragmenty wąskotorowej bocznicy Cukrowni Różanka przy ul. Chorwackiej.
Cała kolej została zlikwidowana 14 września 1991, kiedy do Prusic odjechał ostatni planowy „Latający Trzebniczanin”, prowadzony przez wagon motorowy Mbxd1-203. Do dziś na niektórych odcinkach dawnej linii pozostały pamiątki w postaci szyn w przejazdach, mostków, fałdowań ziemi po podkładach (stacja Trzebnica Gaj), dawnych zabudowań (Wrocław Wąsk., Trzebnica Gaj i Żmigród Wąsk. – lokomotywownie), nasypów; pozostała też wiata przystankowa na przystanku Grabownica. W lipcu 2013 wyburzono lokomotywownię przy dawnej stacji Wrocław Towarowy.
Od 2010 roku prowadzone były ze wsparciem funduszy unijnych prace nad utworzeniem ścieżki rowerowej śladami kolejki ze stacji Sułów przez Pracze, Kaszewo, Milicz do Grabownicy (17 km). W trzech miejscach na trasie utworzono mini-skanseny taboru (Sułów, Milicz Wąskotorowy i Milicz Zamek). Planuje się odbudowę kolejki na odcinku Milicz Wąsk. – Grabownica.